# The Love of a Boy
The Love of a Boy je píseň nahraná roku 1962 americké zpěvačky Timi Yuro.
Píseň byla vydaná jako singl nastraně "A" s písní I Aint Gonna Cry No More (strana "B") u společnosti Liberty Records. Autorem hudby je Burt Bacharach a textařem Hal David.

## Coververze
- Dionne Warwick (1963) na svém albu Presenting Dionne Warwick[1]
- Françoise Hardy (1963) francouzská verze s názvem L'amour D'un Garçon[2]
- Evie Sands (1963) na straně "A" se singlem We Know Better na straně "B"[3]
- Julie Rogers (1964) na straně "B" se singlem The Wedding (La Novia) na straně "A"[4]